# Portrait
Portrait – szósty album studyjny Ricka Astleya, wydany w 2005 roku. Album jest kolekcją coverów popowych standardów.

## Lista utworów
1. „Vincent” – 3:24
2. „And I Love You So” – 2:55
3. „Portrait of My Love” – 2:43
4. „Where Do I Begin?” – 3:36
5. „These Foolish Things” – 3:49
6. „Cry Me a River” – 4:03
7. „Nature Boy” – 3:12
8. „(They Long to Be) Close to You” – 3:04
9. „You Belong to Me” – 2:49
10. „Make It Easy on Yourself” – 2:57
11. „Somewhere” – 2:46
12. „I Can't Help Falling in Love (With You)” – 3:14
13. „What the World Needs Now (Is Love)” – 3:00